# Municipio de Burrton
El municipio de Burrton (en inglés: Burrton Township) es un municipio ubicado en el condado de Harvey en el estado estadounidense de Kansas. En el año 2010 tenía una población de 1080 habitantes y una densidad poblacional de 11,59 personas por km².

## Geografía
El municipio de Burrton se encuentra ubicado en las coordenadas 38°2′10″N 97°38′26″O / 38.03611, -97.64056. Según la Oficina del Censo de los Estados Unidos, el municipio tiene una superficie total de 93.19 km², de la cual 93,11 km² corresponden a tierra firme y (0,08 %) 0,07 km² es agua.

## Demografía
Según el censo de 2010, había 1080 personas residiendo en el municipio de Burrton. La densidad de población era de 11,59 hab./km². De los 1080 habitantes, el municipio de Burrton estaba compuesto por el 94,07 % blancos, el 0,56 % eran afroamericanos, el 0,93 % eran amerindios, el 0,09 % eran asiáticos, el 2,41 % eran de otras razas y el 1,94 % eran de una mezcla de razas. Del total de la población el 5,28 % eran hispanos o latinos de cualquier raza.